# James Arnold Taylor
James Arnold Taylor (Santa Bárbara, 22 de julio de 1969) es un autor y actor de voz estadounidense. Es conocido por su papel de Ratchet en la saga de videojuegos Ratchet & Clank, y por Tidus en Final Fantasy X. También ha interpretado a Pedro Picapiedra en diversos anuncios desde 2005 hasta 2011 tras la muerte de Henry Corden e interpretó a Obi Wan Kenobi en la película animada Star Wars: The Clone Wars y su posterior serie.
Lleva prestando su voz profesionalmente desde 1995, año en el que apareció en el videojuego japonés Emit, sin embargo su debut fue en 1990, cuando interpretó a Red Noah en la serie de televisión El misterio de la piedra azul. Ha sido un miembro activo de la comunidad de actores de voz, apareciendo en numerosos papeles para televisión, cine y videojuegos, contando a día de hoy con casi 200 trabajos realizados.

## Vida personal
Taylor es un fanático de los cómics y de la saga de Star Wars. Está casado con Allison Taylor desde 1991, con quien tiene una hija llamada Lydia. Compaginándolo con su labor como actor de voz, en 2013 publicó un libro titulado JAT 365: 365 Inspirations for the Pursuit of Your Dreams.

## Filmografía

### Cine
| Año  | Título                                                                    | Papel                               | Notas                         |
| ---- | ------------------------------------------------------------------------- | ----------------------------------- | ----------------------------- |
| 2016 | Animal Crackers                                                           | Búfalo Bob                          | En rodaje                     |
| 2016 | Ratchet & Clank                                                           | Ratchet                             | En producción                 |
| 2015 | Lego DC Comics Super Heroes: Justice League: Attack of the Legion of Doom | Flash                               |                               |
| 2015 | Lego DC Comics Super Heroes: Justice League vs. Bizarro League            | Flash, Desaad                       |                               |
| 2013 | I Know That Voice                                                         | Él mismo                            | Documental                    |
| 2012 | Foodfight!                                                                | Doctor Si Nustrix                   |                               |
| 2011 | The Dark Knight Returns - Part 1                                          | Sr. Hudson, Spud, voces adicionales |                               |
| 2011 | Green Lantern: Emerald Knights                                            | Tomar-Re                            |                               |
| 2010 | Gnomes and Trolls: The Secret Chamber                                     | Slim, Prickles, Hilda, Spike        |                               |
| 2010 | The Drawn Together Movie: The Movie!                                      | Wooldoor Sockbat, Productor judío   |                               |
| 2009 | Bionicle: La leyenda renace                                               | Berix, Vastus                       |                               |
| 2008 | Johnny Test                                                               | Johnny                              |                               |
| 2008 | Star Wars: The Clone Wars                                                 | Obi-Wan Kenobi                      |                               |
| 2008 | Justice League: The New Frontier                                          | Capitán Frío                        |                               |
| 2007 | Superman: Doomsday                                                        | Agente Tucker                       |                               |
| 2007 | TMNT                                                                      | Leonardo                            |                               |
| 2006 | Ultimate Avengers 2                                                       | Bucky                               |                               |
| 2005 | Nausicaä del Valle del Viento                                             | Muzu                                | Reedición inglesa             |
| 2003 | The Animatrix                                                             | Ash, Raúl, voces adicionales        |                               |
| 2003 | Atlantis: El regreso de Milo                                              | Milo Thatch                         | Reemplazando a Michael J. Fox |

### Videojuegos
| Año  | Título                                           | Papel                                                                                     | Notas                  |
| ---- | ------------------------------------------------ | ----------------------------------------------------------------------------------------- | ---------------------- |
| 2020 | Star Wars: Squadrons                             | Frisk                                                                                     |                        |
| 2018 | Star Wars: Battlefront II                        | Obi-Wan Kenobi                                                                            |                        |
| 2015 | Infinite Crisis                                  | Robin de la Tierra de Pesadilla                                                           |                        |
| 2014 | Skylanders: El Equipo Trampa                     | Varios personajes                                                                         |                        |
| 2014 | La Gran Aventura Lego: el Videojuego             | Voces adicionales                                                                         |                        |
| 2013 | Lego Marvel Super Heroes                         | Profesor X, Silver Surfer, Spider-Man, Spiderman Superior, Soldado del Invierno, Anti-Man |                        |
| 2013 | Ratchet & Clank: Nexus                           | Ratchet                                                                                   |                        |
| 2012 | Ratchet & Clank: QForce                          | Ratchet                                                                                   |                        |
| 2012 | PlayStation All-Stars Battle Royale              | Ratchet                                                                                   |                        |
| 2012 | Marvel Avengers: Battle for Earth                | Spiderman, Magneto, Thor                                                                  |                        |
| 2012 | Kinect Star Wars                                 | Darth Kern, Obi-Wan Kenobi, Gold 6                                                        |                        |
| 2011 | Ratchet & Clank: Todos para uno                  | Ratchet                                                                                   |                        |
| 2011 | PlayStation Move Heroes                          | Ratchet                                                                                   |                        |
| 2011 | Lego Star Wars III: The Clone Wars               | Obi-Wan Kenobi, Plo Koon                                                                  |                        |
| 2011 | Dissidia 012 Final Fantasy                       | Tidus                                                                                     |                        |
| 2010 | Back to the Future: The Game                     | Emmett Brown adolescente                                                                  |                        |
| 2010 | Spider-Man: Shattered Dimensions                 | Voces adicionales                                                                         |                        |
| 2010 | Kingdom Hearts Birth by Sleep                    | El Príncipe                                                                               |                        |
| 2010 | Valkyria Chronicles II                           | Shop Clerk                                                                                |                        |
| 2010 | Cómo entrenar a tu dragón                        | Hiccup Horrendous Haddock III, Patapez                                                    |                        |
| 2010 | Resonance of Fate                                | Víctor                                                                                    |                        |
| 2010 | Final Fantasy XIII                               | Inhabitantes de Cocoon                                                                    |                        |
| 2009 | Ratchet & Clank: Atrapados en el tiempo          | Ratchet                                                                                   |                        |
| 2009 | Star Wars: The Clone Wars - Republic Heroes      | Obi-Wan Kenobi, Plo Koon                                                                  |                        |
| 2009 | Star Wars Battlefront: Elite Squadron            | Obi-Wan Kenobi, Ferroda                                                                   |                        |
| 2009 | Dissidia: Final Fantasy                          | Tidus                                                                                     |                        |
| 2009 | Ice Age: Dawn of the Dinosaurs                   | Crash                                                                                     |                        |
| 2009 | Transformers: la venganza de los caídos          | El Caído                                                                                  |                        |
| 2008 | Lego Batman: el videojuego                       | Robin, Nightwing                                                                          |                        |
| 2008 | Ratchet & Clank: En busca del tesoro             | Ratchet                                                                                   |                        |
| 2008 | Secret Agent Clank                               | Ratchet                                                                                   |                        |
| 2007 | Ratchet & Clank: Armados hasta los dientes       | Ratchet                                                                                   |                        |
| 2007 | Syphon Filter: Logan's Shadow                    | Gabe Logan                                                                                |                        |
| 2007 | Spider-Man: Friend or Foe                        | Spiderman                                                                                 |                        |
| 2007 | Everybody's Tennis                               | Kent                                                                                      |                        |
| 2007 | Shrek tercero                                    | Artie, Príncipe Encantador, Gnomo                                                         |                        |
| 2007 | TMNT                                             | Leonardo                                                                                  |                        |
| 2007 | Ratchet & Clank: El tamaño importa               | Ratchet                                                                                   |                        |
| 2006 | Shrek Smash n' Crash Racing                      | Príncipe Encantador, Humpty Dumpty                                                        |                        |
| 2006 | Spider-Man: Battle for New York                  | Spiderman                                                                                 |                        |
| 2006 | Marvel: Ultimate Alliance                        | Bulldozer, Iceman, Lagarto, Mysterio                                                      |                        |
| 2006 | Pirates of the Caribbean: Dead Man's Chest       | Jack Sparrow                                                                              | Doblando a Johnny Deep |
| 2006 | Kingdom Hearts II                                | Jack Sparrow                                                                              | Doblando a Johnny Deep |
| 2006 | Syphon Filter: Dark Mirror                       | Gabe Logan                                                                                |                        |
| 2006 | 24: The Game                                     | Voces adicionales                                                                         |                        |
| 2005 | Kingdom of Paradise                              | Eigen, Kirin Shihan                                                                       |                        |
| 2005 | Star Wars: Battlefront II                        | Obi-Wan Kenobi                                                                            |                        |
| 2005 | Shrek SuperSlam                                  | Príncipe Encantador, Humpty Dumpty                                                        |                        |
| 2005 | Ratchet: Deadlocked                              | Ratchet                                                                                   |                        |
| 2005 | Jak X: Combat Racing                             | Ratchet                                                                                   |                        |
| 2005 | Ultimate Spider-Man                              | Electro                                                                                   |                        |
| 2005 | X-Men Legends II: Rise of Apocalypse             | Iceman, Sugarman                                                                          |                        |
| 2005 | Charlie y la fábrica de chocolate                | Willy Wonka                                                                               | Doblando a Johnny Deep |
| 2005 | Star Wars Episodio III: La Venganza de los Sith  | Obi-Wan Kenobi                                                                            |                        |
| 2004 | Vampire: The Masquerade – Bloodlines             | Vandal, Julius                                                                            |                        |
| 2004 | EverQuest II                                     | Venekar, Deebo Turnlin, Guardia Mizzonozzle                                               |                        |
| 2004 | Ratchet & Clank 3                                | Ratchet, Maxmillian, Voz TV                                                               |                        |
| 2004 | Everybody's Golf 4                               | Ratchet                                                                                   |                        |
| 2004 | Tales of Symphonia                               | Lord Yggdrasill, Gnomo                                                                    |                        |
| 2004 | Spider-Man 2                                     | Mysterio                                                                                  |                        |
| 2004 | Syphon Filter: The Omega Strain                  | Gabe Logan                                                                                |                        |
| 2004 | Shrek 2                                          | Jengi, Príncipe Encantador, Lobo Feroz, Bricks                                            |                        |
| 2003 | Final Fantasy X-2                                | Tidus, Shuyin                                                                             |                        |
| 2003 | Ratchet & Clank 2: Totalmente a tope             | Ratchet, New Ager, Cabeza hipnotizante 1                                                  |                        |
| 2003 | Crimson Skies: High Road to Revenge              | Sheriff, DeCarlo, Cajun, Red Skull                                                        |                        |
| 2003 | Enter the Matrix                                 | Voces adicionales                                                                         |                        |
| 2002 | Monstruos, S.A.                                  | Monstruo 2, Monstruo 9                                                                    |                        |
| 2002 | El Señor de los Anillos: la Comunidad del Anillo | Pippin, Voces adicionales                                                                 |                        |
| 2001 | Final Fantasy X                                  | Tidus                                                                                     |                        |
| 2001 | Atlantis: el imperio perdido                     | Milo Thatch                                                                               |                        |
| 1999 | Destrega                                         | Tieme, Varios soldados                                                                    |                        |
| 1995 | Emit                                             | Sr. Voz                                                                                   |                        |